# Терраччано, Паскуале
Терраччано, Паскуале (итал. Pasquale Terracciano, род. 4 мая 1956, Неаполь) — чрезвычайный и полномочный посол Италии в России (29 января 2018 — 1 октября 2021).

## Биография
Родился 4 мая 1956 года в Неаполе. Окончил Неаполитанский университет, юридический факультет в 1978 году. 
С 1981 года на дипломатической службе. С 1985 года — консул Италии в Бразилии, Рио-де-Жанейро. C 1996 по 2000 год — первый советник посольства Италии в Великобритании. С 2001 года — заместитель руководителя аппарата Министра иностранных дел Италии.
С 2004 по 2006 год — пресс-секретарь Министра иностранных дел, глава пресс-службы Министерства иностранных дел Италии. 
С 2010 по 2011 год — глава кабинета Министерства Иностранных дел Италии.
С 2011 по 2013 — дипломатический советник Председателя Совета Министров Италии. 
- Посол Италии в Испании (2006 — 2010)
- Посол Италии в Великобритании (1 мая 2013 — 29 января 2018)
- Посол Италии в России (29 января 2018 — 1 октября 2021)[2]

## Награды
- Большой крест ордена «За заслуги перед Итальянской Республикой» (2 июня 2013)[3]
- Великий офицер ордена «За заслуги перед Итальянской Республикой» (27 декабря 2010)[3]
- Офицер ордена «За заслуги перед Итальянской Республикой» (2 июня 2000)[3]